# ランディ・サベージ
"マッチョマン" ランディ・サベージ（"Macho Man" Randy Savage、本名：Randall Mario Poffo、1952年11月15日 - 2011年5月20日）は、アメリカ合衆国のプロレスラー。オハイオ州コロンバス出身のイタリア系アメリカ人。キャリア全盛時は、当時の居住地であるフロリダ州サラソータ出身と紹介されていた。
デトロイト、レキシントン、メンフィスなどのローカル・テリトリーを経て、WWFやWCWで活躍した。父のアンジェロ・ポッフォ、弟の "ザ・ジニアス" ラニー・ポッフォもプロレスラーである。

## 来歴

### 野球選手時代
イリノイ州シカゴ郊外のダウナーズグローブ北高等学校在学時は野球選手（捕手）として活躍し、1971年のMLBドラフト会議での指名を目指していたが、指名されることはなかった。その後、セントルイス・カージナルスが開催した公開トライアウトに参加し、300名の参加者の中でただ1人合格。月給500ドルの契約を結び、晴れてプロ野球選手となった。
カージナルス傘下では捕手の他に外野手にも挑戦したが、肩の故障もありA級までしか昇格できず、1973年限りで自由契約となった。
1974年はシンシナティ・レッズと契約し、傘下A級タンパ・ターポンズに所属。131試合に出場して打率.232、9本塁打、66打点の成績を残したが、ここでも昇格はなく、この年限りで現役を引退した。マイナーリーグ4年間の通算成績は、289試合出場、打率.254、16本塁打、129打点。

### プロレスラー初期
1973年11月、野球のオフシーズンにプロレスラーとしてデビュー。野球を引退した後はプロレスに専念するようになり、覆面レスラーのザ・スパイダー（The Spider）や本名のランディ・ポッフォ（Randy Poffo）などの名義でジョージアやフロリダ、ミッドアトランティックなどNWAの傘下テリトリーをジョブ・ボーイとして転戦しながら遍歴を重ねる。
海外修行時代の日本の若手レスラーとも試合を行っており、フロリダでは1975年にミツオ・ヨシダこと長州力、ミッドアトランティックでは1976年にドクター・フジナミこと藤波辰巳と対戦。父アンジェロ・ポッフォも主戦場としていたデトロイト地区ではザ・シークのUSヘビー級王座に挑戦した。
1977年下期よりランディ・サベージ（Randy Savage）と名乗り、「野蛮」「残忍」「残酷」などを意味する "サベージ" というリングネーム通りのヒールとなってテネシーのミッドアメリカ地区で活動。1978年1月3日にはドン・ケントを破り、フラッグシップ・タイトルのNWAミッドアメリカ・ヘビー級王座を獲得。以降も同王座を巡りダッチ・マンテルやボビー・イートンと抗争を繰り広げ、オックス・ベーカーやジプシー・ジョーのパートナーも務めてヒールのキャリアを積んだ。
1979年、アンジェロが設立したケンタッキー州レキシントンの独立団体ICW（International Championship Wrestling）に参画。マッチョマン（Macho Man）をニックネームに、ボブ・ループ、ボブ・オートン・ジュニア、ロニー・ガービン、ペッツ・ワトレー、クラッシャー・ブルームフィールド、さらには弟のラニー・ポッフォともタイトルを争った。
しかし、経営の悪化によりICWは解散。1983年12月からは同じくケンタッキーをサーキット・エリアとしていた、ジェリー・ジャレット（後のTNA創設者）が主宰するメンフィスのCWA（後のUSWA）に転出した。古巣のミッドアメリカ地区を吸収していたCWAでもヒールの中核となり、ジェリー・ローラーをはじめオースチン・アイドルやバグジー・マグロー、旧敵のマンテルらとタイトルを賭けた抗争を展開。1983年12月26日にはテリー・テイラーを下して、ミッドアメリカ・ヘビー級王座への3度目の戴冠を果たした。タッグ戦線でもラニーと組んでリッキー・モートン&ロバート・ギブソンのロックンロール・エクスプレスとの抗争で活躍した。
1984年4年23日にはアイドルを破りCWAインターナショナル・ヘビー級王座を獲得。プエルトリコのWWCにも遠征して、9月15日にペドロ・モラレスからWWC北米ヘビー級王座を奪取。12月30日には、後にマネージャーとなるミス・エリザベス（Miss Elizabeth）ことエリザベス・ヒューレットと結婚した。

### WWF時代

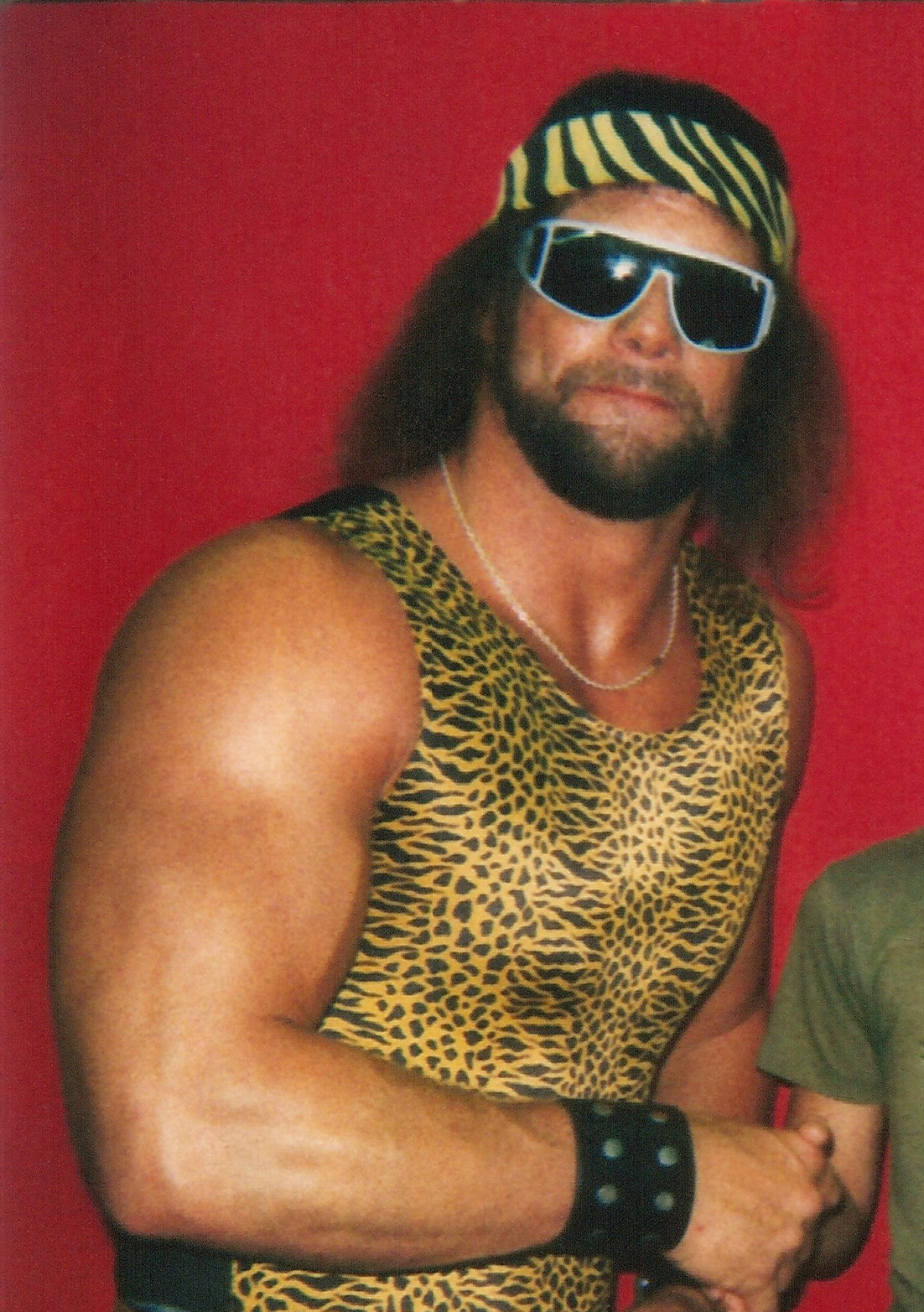
1986年

1985年6月にローラーとの敗者追放マッチに敗れてCWAを去り、同月17日よりWWFに登場。「プロレス界最高のフリーエージェント」として迎えられ、フレッド・ブラッシー、ボビー・ヒーナン、ジミー・ハート、ミスター・フジ、ジョニー・バリアントら当時のヒール陣営のマネージャー全員がサベージのマネージメントを申し出たが、7月30日のTVショーでサベージは自身のマネージャーとして妻のエリザベスを紹介。以降、若手時代にデトロイトで邂逅したパンピロ・フィルポを模した "Oooh Yeah!!" を決め台詞にヒールの主力として頭角を現し、1986年2月8日にはティト・サンタナからインターコンチネンタル・ヘビー級王座（以下IC王座）を奪取した。
1987年3月29日にミシガン州で開催されたレッスルマニアIIIでは、リッキー・スティムボートと歴史に残るIC王座戦を展開。この試合でIC王座から転落するとベビーフェイスに転向して、エリザベスとの二人三脚で人気をさらに高める。敵対していたハルク・ホーガンとも共闘するようになり、同年9月23日（10月3日放送）のサタデー・ナイト・メイン・イベントではホンキー・トンク・マンとハート・ファウンデーション（ブレット・ハート&ジム・ナイドハート）に3人がかりで襲撃されるサベージをホーガンが救出。エリザベスの仲介のもと、両者は握手した。
1988年3月27日にニュージャージー州アトランティックシティで開催されたレッスルマニアIVでは、俳優活動も始めたホーガンを抑えてメインイベントに抜擢された。同大会ではWWF世界王者決定トーナメントに出場し、1回戦でブッチ・リード、2回戦でグレッグ・バレンタイン、準決勝でワンマン・ギャング、そしてメインイベントの決勝でテッド・デビアスを破り、WWF世界ヘビー級王座を獲得。名実共にWWFのトップスターまで登りつめた。
1988年下期よりホーガンとのタッグチーム、メガ・パワーズ（The Mega Powers）を本格的に結成。8月29日にニューヨークのマディソン・スクエア・ガーデンで行われたサマースラム第1回大会のメインイベントでは、アンドレ・ザ・ジャイアント&デビアスのメガ・バックス（The Mega Bucks）と対戦した。以降もビッグ・ボスマン&アキームのツイン・タワーズなどと抗争するが、エリザベスを巡る三角関係のアングルでコンビは解散し、ホーガンとの抗争に発展していく。
1989年4月2日のレッスルマニアVでホーガンに敗れ、WWE世界王座とエリザベスを同時に失う。その後はエリザベスに代わる新しい女性マネージャーとしてセンセーショナル・シェリーを帯同し、ヒールに戻ってホーガンとの抗争を継続させた。同年9月より、キングを名乗っていたジム・ドゥガンを破ったことでニックネームもマッチョ・キング（The Macho King）に変更。1990年代に入るとダスティ・ローデスやアルティメット・ウォリアーとの抗争を開始した。1990年4月13日には日米レスリングサミットへの参戦で初来日が実現している（後述）。
1991年3月24日のレッスルマニアVIIでは、ウォリアーとの敗者引退マッチにて30分以上の死闘を繰り広げるも敗退。試合後、敗北をマネージャーのシェリーに責められ攻撃される。そのとき客席からエリザベスが救出に駆けつけ、2人は復縁することになる。その後は再びベビーフェイスとなり、ニックネームをマッチョマンに戻すと、同年8月26日にマディソン・スクエア・ガーデンで行われたサマースラム1991にてエリザベスと結婚式を挙げた（実際には2人は1984年に結婚しているが、ストーリー上では恋人同士の関係ということになっていた）。
以降は2人への祝儀にヘビを送りつけたジェイク・ロバーツとの抗争を経て、1992年4月5日にインディアナポリスで開催されたレッスルマニアVIIIではリック・フレアーを破り再びWWF世界ヘビー級王座を獲得、9月1日にフレアーに奪回されるまで約半年間保持した。その後もフレアーとの抗争を続け、サバイバー・シリーズ1992ではミスター・パーフェクトと組んでフレアー&レイザー・ラモンに勝利したが、私生活において同年9月18日にエリザベスと離婚すると、彼女はWWFから姿を消し、サベージも1993年からはカラー・コメンテーターが主体となって試合数は減少する。
1993年には当時WWFと提携していたUSWAにも参戦して、10月11日にCWA時代の旧敵ローラーからUSWA統一世界ヘビー級王座を奪取している。1994年はクラッシュと抗争を繰り広げ、ヨコズナが保持していたWWF世界ヘビー級王座やディーゼルのインターコンチネンタル・ヘビー級王座にも挑戦。ジム・コルネットが主宰していたスモーキー・マウンテン・レスリングにも出場したが、ホーガンがWCWに移籍すると、同年10月のWWFとの契約終了に伴い、後を追うようにWCWに転出した。

### WCW時代
1994年に契約金600万ドル（約7億5千万円）でWCWに移籍すると、1995年11月26日と1996年1月22日にそれぞれフレアーを破りWCW世界ヘビー級王座を獲得。フレアーとホーガンに次ぐ、WWEとWCWの両メジャーにおけるシングルの世界王者となった。
1996年にホーガンがケビン・ナッシュやスコット・ホールと共にnWoを結成すると、後にサベージもメンバーとなり、nWo内でエリザベスと復縁（実生活上の復縁ではない）。1997年からはダイヤモンド・ダラス・ペイジと抗争を繰り広げた。
1998年4月19日にはスティングからWCW世界ヘビー級王座を奪取するが、翌20日、サベージとの間に不協和音が生じていたホーガンに敗れ1日で王座から転落した。その後はナッシュが新しく結成したnWoウルフパックに加わり、同じくWWFから移籍してきたブレット・ハートやロディ・パイパーとも対戦したが、同年下期からは怪我のためほとんど試合に出場することはなく姿を消した。
1999年4月にニュールックで復帰すると、新しいガールフレンドのゴージャス・ジョージをマネージャーに迎え、メデューサ、ミス・マッドネス、シッド・ビシャスらをメンバーに、チーム・マッドネス（Team Madness）なるユニットを結成。7月11日にナッシュを破って4度目のWCW世界ヘビー級王座戴冠を果たし、8月14日にはNBAの問題児デニス・ロッドマンとのシングルマッチを制すなど、健在ぶりをアピールした。2000年に入るとホーガンやフレアーなど他の大御所レスラー達と共にミリオネアーズ・クラブ（The Millionaire's Club）のメンバーとなるも、nWoほどのブレイクには至らず、契約の満了に伴いWCWを離脱した。

### WCW以降
しばらくフェードアウトした後の2004年12月5日、TNAのターニング・ポイントに登場。ジェフ・ハーディー&A・J・スタイルズとトリオを結成して、ザ・キングス・オブ・レスリング（ナッシュ、ホール、ジェフ・ジャレット）と対戦したが、交渉の決裂によりサベージのTNA出場はこの1試合のみにとどまった。
2009年6月にはDVD『Macho Madness：The Randy Savage Ultimate Collection』がWWEからリリースされている。

### 死去
2011年5月20日朝、フロリダ州のハイウェイで自動車を運転中、心臓発作を起こしてコントロールを失い木に衝突、ラルゴ・メディカル・センターに運ばれたものの容体が悪化し死亡が確認された。58歳没。没後の2015年3月28日、WWE殿堂に迎えられた（インダクターはホーガン。式典には弟のラニーが出席した）。

## 日本でのファイト
WWF入りする以前は日本と提携関係のない独立系団体を主戦場としていたため、WWF時代のライバルだったホーガンやデビアスらと比べて日本マット登場は遅く、1990年4月13日、東京ドームにてWWF・全日本プロレス・新日本プロレスの3団体合同で開催された『日米レスリングサミット』において初来日が実現。当日は天龍源一郎とシングルマッチで対戦した。典型的なショーマン派レスラーとされていたサベージと無骨な天龍との試合はミスマッチかと思われたが、もともとサベージは試合巧者であり、互いの秘めた持ち味が存分に引き出された好勝負となり、サベージの日本での評価を大きく高めることになった。
翌1991年春、当時のWWFの日本での提携先だったSWSに参戦。3月30日の東京ドーム大会でジョージ高野を破り、4月1日には神戸のワールド記念ホールにて再び天龍と対戦した。同年の再来日では天龍とのタッグチームも実現しており、6月7日に両国国技館にて谷津嘉章&キング・ハクと対戦している。サベージは天龍と自身のコンビをマグナム&マッドネス（Magnum & Madness）と呼称していた。
WCWに移籍後は、WCWと提携関係にあった新日本プロレスに来日し、1996年4月29日の初参戦時には天山広吉に勝利。同年夏の札幌2連戦では、7月16日にフレアーとの遺恨戦を日本でも再現し、翌17日には獣神サンダー・ライガーから勝利を収めた。その後は2000年1月4日、負傷のため来日中止となったビル・ゴールドバーグの代打で東京ドーム大会に出場し、リック・スタイナーと対戦した。

## 得意技
見た目の派手さからショーマン派レスラーと思われがちだが、本来は試合巧者であり、リングを隅々まで使うそのファイトスタイルは、ショーン・マイケルズやクリス・ジェリコなどにも大きな影響を与えた。
ダイビング・エルボー・ドロップ
トップロープからのエルボー・ドロップ。フォームの美しさ・破壊力ともに優れ、スチール・ケージ・マッチでは5メートルものケージの上から放つこともあった。後にギミックと共にジェイ・リーサルが継承し、死後にはCMパンクが技のみ継承した。
ロープを使ってのクローズライン
相手の首や髪を掴みながら走り、自らは場外へジャンプして相手の喉をトップロープに押しつけダメージを与える。
ダブル・アックス・ハンドル
合わせた両握り拳を相手に叩きつける技。試合では非常に多用され、通常のトップロープから放つもの以外にも、ランニング式や場外の相手にトップロープから投下する場合もあった。しかし、着地の際の衝撃が原因で後年は膝を悪化させた。
ラリアット・テイクダウン
いわゆるジャンピング・ネックブリーカー・ドロップ。走りこんで相手の首に腕を巻きつけ、自らも背中から倒れ込みながら、相手の後頭部をマットに叩きつける。
ハイ・ニー・スマッシュ
背後から相手の背中・腰に膝を打ち当てる。相手はその勢いで顔面からターンバックルに激突するか、場外に転落するまでが流れである。
ジャンピング・ニー・ドロップ
スクープスラム

## 獲得タイトル
ワールド・レスリング・フェデレーション / ワールド・レスリング・エンターテインメント
- WWF世界ヘビー級王座 : 2回
- WWFインターコンチネンタル・ヘビー級王座 : 1回
- キング・オブ・ザ・リング優勝 : 1987年（1回戦でニコライ・ボルコフ、2回戦でジム・ブランゼル、準決勝でダニー・デービス、決勝でキングコング・バンディを破って優勝）
- WWE殿堂 : 2015年

ワールド・チャンピオンシップ・レスリング
- WCW世界ヘビー級王座 : 4回

サウスイースタン・チャンピオンシップ・レスリング
- NWAガルフ・コースト・タッグ王座 : 1回（w / ラニー・ポッフォ）

コンチネンタル・レスリング・アソシエーション
- NWAミッドアメリカ・ヘビー級王座 : 3回
- AWA南部ヘビー級王座 : 2回
- CWAインターナショナル・ヘビー級王座 : 1回

ユナイテッド・ステーツ・レスリング・アソシエーション
- USWA統一世界ヘビー級王座 : 1回

ワールド・レスリング・カウンシル
- WWC北米ヘビー級王座 : 1回

インターナショナル・チャンピオンシップ・レスリング
- ICW世界ヘビー級王座 : 3回

アトランティック・グランプリ・レスリング
- AGPWインターナショナル・ヘビー級王座 : 2回

## エピソード
- 妻であったエリザベスはサベージと別れた後、レックス・ルガーと交際していたが、2003年5月1日、ルガーの自宅で死去しているところを発見された。死因は鎮痛剤とアルコールの過剰摂取[37]。
- ホーガンとは何度となく試合をしてきたが、カウントアウトや反則裁定以外では勝利したことがない。
- 1999年、フランク・シャムロックと共に、チャック・ノリス主演の大ヒットドラマ『炎のテキサス・レンジャー』シーズン7、“Fight or Die”（161話）にゲスト出演、監獄内の金網デスマッチでノリスとの死闘を演じた。視聴者数は全米で1440万人を記録。
- 2002年公開の映画『スパイダーマン』に "Bone Saw McGraw" として出演し、スパイダーマンことトビー・マグワイアと劇中でプロレスの試合を演じた。その試合前にはシコシスと対戦してダイビング・エルボー・ドロップを放った。なお、サベージはルーキー時代にザ・スパイダーという覆面レスラーとして活動していた時期がある[4]。
- 晩年はプロレスはセミリタイア状態となり、ラップミュージシャンとしても活動していた。
- ハイスクール卒業後の1971年、セントルイス・カージナルス傘下のルーキー級のチームで、のちに日本のロッテ・オリオンズなどでプレーすることになるレオン・リーとチームメートだった[51]。なお、リーはポッフォと同年齢でポジションも同じく捕手であった。